# L'Église-aux-Bois
L'Église-aux-Bois é uma comuna francesa na região administrativa da Nova Aquitânia, no departamento de Corrèze. Estende-se por uma área de 16,2 km². Em 2010 a comuna tinha 54 habitantes (densidade: 3,3 hab./km²).